# Kerk van Den Ham

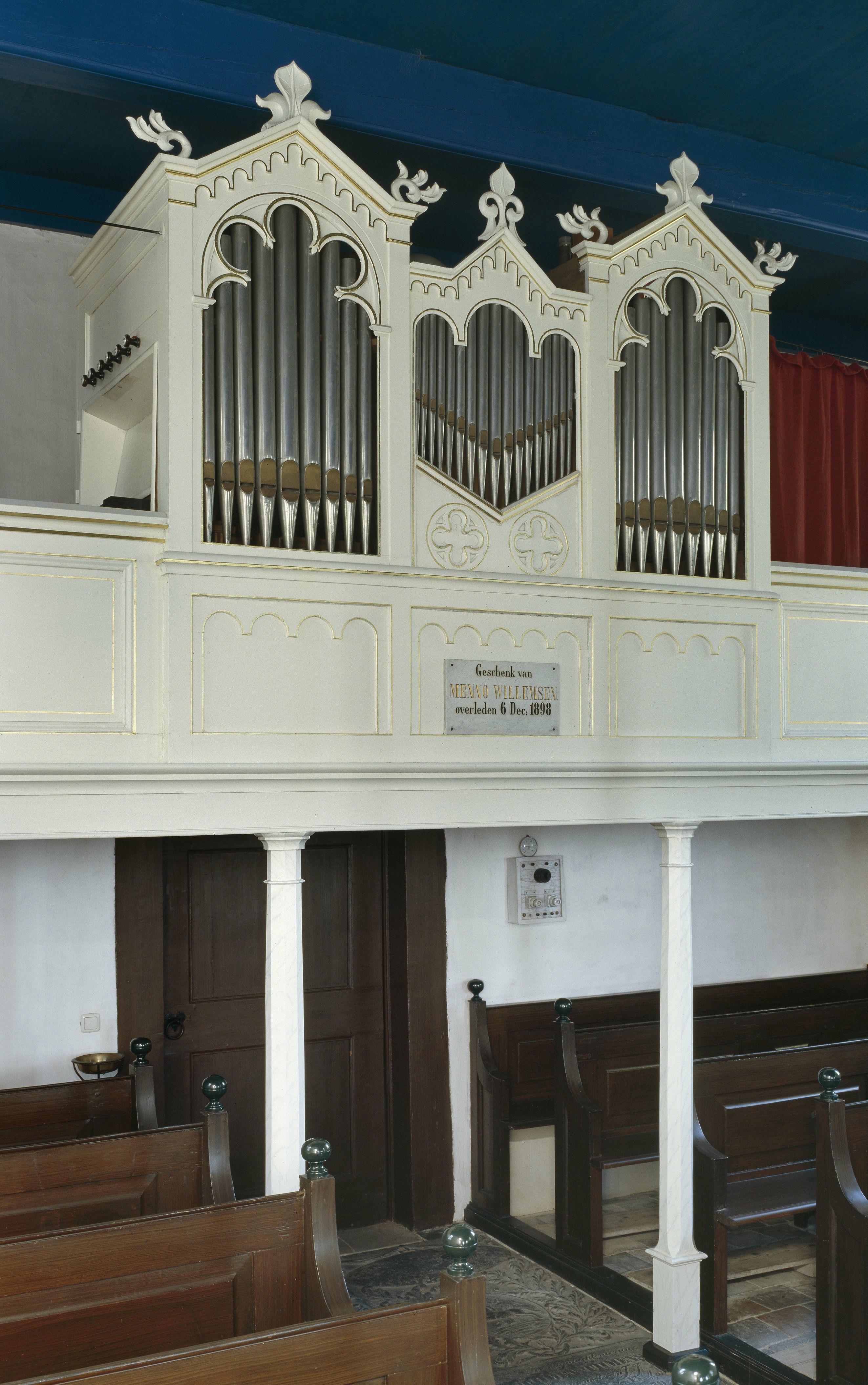
Orgel van Jan Doornbos uit 1898

De kerk van Den Ham is gelegen aan het einde van een doodlopende weg in het dorp Den Ham in de gemeente Westerkwartier. De kerk dateert in zijn huidige vorm uit de 18e eeuw.

## Beschrijving
De kerk is gelegen op het kerkhof op een hoger gelegen oude oeverwal, die buiten de dijk ligt, waarlangs Den Ham is ontstaan. Naast de kerk staat de oude pastorie. Oorspronkelijk stond in het dorp een kapel van het klooster van Aduard.
In 1555, toen Den Ham een eigen gemeente werd, werd de kapel vervangen door een kerk, die in 1633 een toren kreeg. In de 17e eeuw werd Den Ham hervormd. In 1729 werd de kerk herbouwd met materiaal van de oude kerk.
In 1851 werd ontdekt dat zich onder het priesterkoor een grafkelder bevond, die eigendom was van de familie De Mepsche, die vroeger de Piloersemaborg bezat, maar niet de macht in het dorp (dat was in handen van Aduard). Na een brand door een blikseminslag in 1911 werden in 1912 de dakruiter en westgevel vernieuwd. 
In 1973 ging de kerk samen met die van Aduard. In 1978 werd het kerkje eigendom van de Stichting Oude Groninger Kerken, die het in 1997 ingrijpend liet restaureren.
De driezijdig gesloten zaalkerk wordt bekroond door een dakruiter met aan elke kant een galmgat en aan de top een windhaan. De houten traceringen uit de rondboogvensters dateren waarschijnlijk van 1912. In de kerk staan vier herenbanken uit de 18e en 19e eeuw, waarvan een fraai houtsnijwerk bevat uit ongeveer 1750. De rest van de banken en de preekstoel dateren uit de vroege 19e eeuw. 
Op de bodem van de kerk liggen een 25-tal grafzerken, die voornamelijk uit de 17e en 18e eeuw dateren, maar waarvan de oudste uit 1573 dateert. Het eenklaviers kerkorgel met zes registers werd gemaakt door Jan Doornbos in 1898 en bevat ouder pijpwerk.